# Četnički pokolj u Avtovcu 28. lipnja 1941.
Pokolj u Avtovcu u Istočnoj Hercegovini jedan je od prvih četničkih masovnih zločina u II. svjetskom ratu. Počinili su ga četnički ustanici pod vodstvom Radojice Perišića u vrijeme tzv. Vidovdanskog ustanka 1941. godine.
Zbog nezadovoljstva srpskog stanovništva uspostavom Nezavisne Države Hrvatske, te postupcima vlasti i divljih ustaša koji su već početkom lipnja počeli uhićivati članove četničkih udruženja i druge Srbe u Istočnoj Hercegovini (prema tvrdnjama kasnije komunističke historiografije - koja je ustanak pripisivala komunistima, čak i ne spominjući četnike koji su ustanak zapravo predvodili i potom do kraja rata većinu vremena kontrolirati Istočnu Hercegovinu - i ubijati te uhićene Srbe), započeli su u Istočnoj Hercegovini i prije Vidovdana 28. lipnja 1941. godine oružani sukobi, u čijem su pokretanju sudjelovali i neki četnički vođe iz Crne Gore.
Nakon što su četnički ustanici 15. lipnja 1941. kod Ljubinja pobacali u jamu 28 muslimana (15 žena, 3 muškarca i desetero djece), na sam Vidovdan 28. lipnja 1941. god. su ustanici napali selo Avtovac u blizini granice s Crnom Gorom. Nakon što su mještani koji su branili selo ostali bez streljiva, uglavnom su uspjeli pobjeći iz sela, a ustanici su potom pobili 47 mještana koji su u selu bili ostali, uglavnom žena i djece. Svi ubijeni bili su muslimanske vjeroispovijedi. Selo Avtovac su ustanici spalili.